# Émilie Aubert
Pour les articles homonymes, voir Aubert.
Émilie Aubert, née le 6 février 1819 à Dourdan (Essonne) et morte le 17 octobre 1880 à Médan (Yvelines), est une femme française, mère d'Émile Zola.
Fille de Louis Etienne Auguste Aubert, vitrier et peintre en bâtiment à Dourdan (Essonne) et d'Henriette Louis Félicité Nogent, son épouse, Émilie Aubert se marie à Paris le 16 mars 1839 avec François Zola, ingénieur italien originaire de Venise, de vingt-trois ans son aîné, et met au monde le 2 avril 1840 à Paris Émile Zola. 
Les Zola partent ensuite s’installer à Aix-en-Provence où François travaillera à la construction d'un barrage qui portera son nom. 
À sa mort, en 1847, elle connaîtra de graves difficultés financières qui mèneront son fils Émile, après avoir échoué à deux reprises au baccalauréat, à abandonner ses études et à chercher du travail pour ne plus être à sa charge.